# Mahasiva
Mahasiva fou rei de Sri Lanka (257 a 247 aC) succeint al seu germà gran Uttiya.
Va regnar pacíficament deu anys seguint les passes en això dels seus tres predecessors i mantenint el budisme com el seu predecessor. Fou un admirador del Bhaddasala, va construir per a ell el temple de Nagarangana, a la part oriental de la ciutat d'Anuradhapura. El va succeir el seu germà Suratissa.